# Dialogo puttanesco
Il dialogo puttanesco è stato un genere letterario del Rinascimento e dell'Illuminismo e un tipo di narrativa erotica. Le ultime opere di questo genere, come quella di Chorier, si abbandonano a un tipo più sofisticato di fantasia sessuale e sono le precorritrici della pornografia più esplicita che seguì in Europa.

## Opere
Il primo esempio furono i Ragionamenti di Pietro Aretino, dove vengono confrontate e contrapposte le vite sessuali di mogli, puttane e suore. Opere successive dello stesso genere includono La retorica delle puttane (1642) di Ferrante Pallavicino, L'Ecole des Filles (La scuola per ragazze) (1655), attribuita a Michel Millot e Jean L'Ange e I dialoghi di Luisa Sigea (c. 1660) di Nicolas Chorier. Tali opere in genere riguardavano l'educazione sessuale di una donna più giovane e ingenua da parte di una donna più anziana esperta e spesso includevano elementi di filosofia, satira e anticlericalismo. Donald Thomas ha tradotto L'École des filles, come La scuola di Venere (1972), descritta, sul retro di copertina, di come "sia un manuale disinibito di tecnica sessuale piuttosto che un capolavoro erotico di prim'ordine".  Nel suo diario Samuel Pepys registra la lettura e (in un passaggio spesso censurato) la masturbazione su quest'opera. Dialogues of Luisa Sigea di Chorier va un po' oltre i suoi predecessori, in questo genere, e vede la donna più anziana dare istruzioni pratiche di natura lesbica alla donna più giovane, oltre a raccomandarle i benefici spirituali ed erotici di una fustigazione da parte dei membri volenterosi degli ordini sacri. Quest'opera è stata tradotta in molte lingue con vari titoli, apparendo in inglese come A Dialogue between a Married Woman and a Maid in varie edizioni. La Scuola delle Donne è apparsa per la prima volta come opera in latino intitolata Aloisiae Sigaeae, Toletanae, Satyra sotadica de arcanis Amoris et Veneris. Questo manoscritto sosteneva che fosse stato originariamente scritto in spagnolo da Luisa Sigea de Velasco, una poetessa erudita e damigella d'onore alla corte di Lisbona e che fosse stato poi tradotto in latino da Jean o Johannes Meursius. L'attribuzione a Sigea era una menzogna e Meursius era una completa invenzione; il vero autore era Nicolas Chorier.